# Xynobius kieviensis
Xynobius kieviensis är en stekelart som först beskrevs av Fischer 1998.  Xynobius kieviensis ingår i släktet Xynobius och familjen bracksteklar. Inga underarter finns listade i Catalogue of Life.